# ألفينيانو
ألفينيانو هي كومونا في مقاطعة كاسيرتا في منطقة كامبانيا الإيطالية ، وتقع على بعد حوالي 45كيلومتراً (28ميل) شمال نابولي وحوالي 25 كيلومتر (16 ميل) شمال كاسيرتا ، عند سفح جبل مونتي تريبولاني . مناطق الجذب الرئيسية فيها هي كنيسة سانتا ماريا دي كوبولتريا ، وهي مثال نادر للهندسة المعمارية اللومباردية (القرنان الثامن والتاسع) وقلعة أراغون.